# PEN International
Il PEN International è un'associazione e organizzazione internazionale non governativa di scrittori.

## Storia e obiettivi
Il PEN club è la più antica organizzazione internazionale di letterati. Fu fondato a Londra nel 1921 da John Galsworthy che ne divenne il primo Presidente, allo scopo di promuovere l'amicizia e gli scambi intellettuali fra scrittori di tutto il mondo. Tra i suoi primi membri il PEN club incluse Joseph Conrad, Elizabeth Craig, George Bernard Shaw e H. G. Wells. L'acronimo PEN, oltre a richiamare la parola «penna» in inglese, è l'abbreviazione di Poets, Essaysts, Novelists, cioè poeti, saggisti e romanzieri, le tre categorie di operatori intellettuali alle quali si rivolgeva originariamente l'associazione. Attualmente l'associazione ammette ogni forma di comunicazione scritta, accettando anche storici, giornalisti, traduttori, etc.. Il PEN club ha relazioni consultive formali con l'UNESCO e uno speciale status consultivo presso il Concilio Economico e Sociale delle Nazioni Unite.
Tra i più famosi ex-presidenti del PEN club internazionale figurano lo scrittore italiano Alberto Moravia, i premi Nobel per la letteratura Heinrich Böll e Mario Vargas Llosa, il drammaturgo Arthur Miller, il poeta ceco Jiří Gruša; il direttore esecutivo è stato, per cinque anni fino al 2010, Caroline McCormick mentre successivamente Presidente del PEN club è stato John Ralston Saul. Il PEN club ha ancora sede a Londra ed è composto di 145 succursali autonome diffuse in 104 paesi del mondo.
Ulteriore obiettivo dell'associazione è sottolineare il ruolo della letteratura e della scrittura nello sviluppo di una reciproca comprensione fra culture diverse e difendere con tutti i mezzi la libertà di espressione di scrittori e giornalisti perseguitati o minacciati per le loro idee.

### Il Pen club italiano
Il pen club italiano fu fondato nel 1922, appena un anno dopo la fondazione del pen club internazionale, da Lauro De Bosis insieme a Tommaso Gallarati Scotti, Enzo Torrieri, Corrado Govoni e Filippo Tommaso Marinetti. Quest'ultimo fu presidente per tre anni e garantì la sopravvivenza del capitolo italiano del pen club durante il periodo fascista. Subito dopo la guerra fu presidente Ignazio Silone, Maria Bellonci vice presidente, Mario Praz, Lionello Venturi, Mario Vinciguerra, Goffredo Bellonci e Libero De Libero che organizzarono il Congresso Internazionale degli Scrittori a Venezia nel 1949. Dopo un periodo di scarsa attività il gruppo si riprese quando divenne presidente Alberto Moravia nel 1959 per poi passare la carica a Maria Bellonci alla sua elezione come presidente di PEN International. Nel 1980 divenne presidente Mario Soldati e Mimy Piovene segretaria generale. Nel 1988  Mario Soldati fu eletto presidente onorario, Lucio Lami vicepresidente e Uberto Paolo segretario. Nei 10 anni seguenti fu presidente il poeta Mario Luzi. Nel 1999, fu presidente Ferdinando Camon, con Mario Luzi presidente onorario. Nel 2002, dopo aver ricoperto la carica di vice presidente per 18 anni, Lucio Lami divenne presidente che nel 2007 divenne presidente onorario, con Sebastiano Grasso presidente.

## Comitato per gli scrittori imprigionati
Il PEN club gestisce un apposito Writer in Prison Committee (Comitato per gli scrittori imprigionati) che si occupa di difendere intellettuali di tutto il mondo. Il comitato fu fondato nel 1960 in risposta al crescente tentativo di mettere a tacere il dissenso imprigionando scrittori e intellettuali. Attualmente il comitato segue i casi di oltre 900 scrittori imprigionati, torturati, uccisi o anche semplicemente minacciati a causa della pratica della loro professione. Il comitato pubblica ogni due anni un libro bianco che documenta le violazioni del diritto di libertà di espressione in tutto il mondo.
Il comitato coordina le attività del PEN club a livello internazionale a supporto di una campagna per la fine della soppressione del diritto di espressione a livello mondiale. Insieme ad altre ONG, il comitato è parte del network globale International Freedom of Expression Exchange, organizzazione dedicata a monitorare la censura sulla stampa in tutto il mondo e a difendere i diritti di giornalisti, scrittori, utenti di internet e altre categorie perseguitare per aver cercato di usufruire della loro libertà di espressione. Il comitato è anche parte del Tunisia Monitoring Group, una coalizione di 16 ONG che preme sul governo della Tunisia allo scopo di aumentare la tutela dei diritti umani.